# ミザーナフォールズ
『ミザーナフォールズ』は、1998年12月23日にヒューマンから発売されたプレイステーション用アドベンチャーゲーム。ゲームシステムはオープンワールドを採用した。

## 概要
アメリカの片田舎の町で発生した怪事件を解決するという内容の推理アドベンチャーゲーム。フルポリゴンで造られた町の中を移動し、謎を解いていく。単なる謎解きだけではなく、対戦格闘、カーチェイスなどのミニゲームも盛り込まれている。
プレイヤーの行動がゲーム内の「町」に影響を及ぼすだけでなく、ゲーム側も絶えず変化していくという触れ込みで、説明書では「本当の意味での推理アドベンチャー」と銘打たれている。

## ストーリー
クリスマスの早朝－。
アメリカの小さな町「ミザーナフォールズ」郊外の森で、1人の女子高生が重傷を負って倒れているのが発見され、病院に運ばれた。更に町長の娘「エマ・ローランド」が行方不明になっていることが判明し、州警察は2つの事件の関連性について調査を開始した。エマの同級生である青年マシューは、前日のエマの言動を思い出して不審なものを感じ、独自に調査に乗り出す。彼の行動に呼応するかのように、次々に勃発する怪事件。やがて平凡に見えた町の裏側に潜んでいた、謎の存在が見え隠れし始める…。

## 舞台
アメリカのコロラド州のロッキー山脈近くにあるという設定の架空の町「ミザーナフォールズ」。人口は2000人弱。1991年には「アメリカの平和な町コンテスト」で3位を受賞したという設定もある。エマの父「スティーブ・ローランド」が町長を務める。穀物加工工場「アスティン・ファーム」がその経済を支えている。町の名前は、観光名所である「ミザーナの滝」から来ている。他の町へと通じる唯一の道路は、土砂崩れで通行止めとなっている。町の各地域の詳細は、以下の通り。
- ダウンタウン地区…町の中央に位置する商業地区。主人公マシューの住む雑貨屋「キャプテン・ノッズ」、人々が集まる軽食喫茶「ヘインズ・ダイナー」、幽霊が出るという噂の「廃墟」とあだ名されるアパートなどがある。
- リバーサイド区…町の南側にある川沿いの地区で、保安官事務所、高校、公園といった公共施設と町唯一のガソリンスタンドがある。
- レイクサイド区…町の北側にある湖周辺の地区で、モーテル、ボートハウス、酒場がある。
- ウエストサイド区（森林区）…町の西側にある地区で、高級住宅地「バーレーンヒル」、観光スポットの「バーロウの森」、町で1番大きな病院「グルーバー医院」などがある。
- コックランドピークス…町の東の山の中にある地区で、労働者の住宅と教会がある。

## ゲームシステム
本作は、ゲーム中の12月25日午前10時から31日までの1週間をプレイの場としている。時間はリアルタイムで進行し（現実時間の10秒がゲーム中時間の1分に当たる）、31日が終了するまでに事件を解決しないとエマが死体となって発見され、バッドエンドとなる。また解決しても、ある条件を満たしていないともう1つのバッドエンドを迎える。
本作には体力や疲労度といったパラメーターは存在しないため、食事や睡眠を取らなくてもゲームに支障はない。飲食店では一応食事をする事はできるが、しても特に意味はない。何時に寝なければならないという決まりもないが、自室で睡眠を取らないとデータのセーブはできない。なお、お金も登場しないため、食事やガソリン給油は何回でも行える。

## 登場人物
マシュー・ウイリアムス
本作の主人公。18歳。身長173cm。この町の出身ではなく、叔父であるノッズの店の離れに下宿している。現実主義者で、神や魔法といった非現実な存在には否定的。コーヒーは濃い味が好き。煙草は吸わない。神父のバートンからは正しい心を持った若者と見なされているが、勉強に関してはあまり熱心ではないらしく、教師の信頼は薄い。男性は女性の親友になれないと考えている。エマに密かに恋しており、独自に調査を始める。軽自動車を所有している。
エマ・ローランド
18歳。身長166cm。町長の娘で、マシューの同級生。特技はピアノ。町では美少女として有名だったが、人付き合いが少なく、殻に篭りがちだった。「自分は本当に生きているのか」という疑問を抱き続けていた。クリスマスイブの夜、マシューと別れた後に行方不明となる。「数少ない理解者」という触れ込みの人物が何人も存在する。
ウィノナ・リングウォルド
18歳。身長163cm。マシューの同級生。町唯一のガソリンスタンド「リングウォルド・ガスサービス」の1人娘。父親のロバートと2人暮らし。車は持っていないが、運転はできる。エマの親友だが、彼女が苦しんでいるのに気付きつつも何もできなかった自分を責め続けている。マシューには友情以上の感情を抱いているようだが、彼がエマに恋していることを知ってもいる。攻略本には「両親は幼少時に離婚している」という記述がある。
キャシー・フラナリー
16歳。身長162cm。幼い頃に両親を亡くし、孤児院に入っていたが、12年前にバートン神父に引き取られ、娘として育てられた。マシューと同じ高校に通っていたが、学年が違うため会話したことはなかった。クリスマスの朝、バーロウの森で倒れていたところを保護され病院に搬送されるが、突然悲鳴をあげてショック死を遂げる。自己主張が少ない性格で、マシューのシステム手帳には「人々から聖人のように思われていた」と書かれているが、ゲーム中では「熱狂的バートン信者」「神様がお友達の子」などと呼ばれており、聖人というより変人扱いをされていた。
メル・アスティン
17歳。身長174cm。町の経済を支える大会社「アスティン・ファーム」の社長の息子だが、町では不良として有名で、誰に対しても喧嘩を売りたがる。マシューの同級生だが、前々から仲は悪かったらしい。バイクを愛用。事件の前夜にエマを見かけたと主張するが…。
モーガン・スタイン
32歳。身長175cm。保安官事務所の所長を務める大柄の黒人男性。コックランドピークス在住。正義感は強いが、平和だった町で大事件が続発したため事あるごとに愚痴をこぼしている。ダイナーのハンバーガーが好物。礼儀にうるさい。妻帯者だが妻は電話の声のみの登場。人物紹介には「頼れる味方」とあるが、証拠物件を部外者に貸し出したり、突然自宅に篭って居留守を使ったりと、不可解な行動を取る。またエマとキャシーの自室やロッカーを調べないなど、捜査能力はかなり低い。
ジェームズ・ロロマ
35歳。身長184cm。グルーバー医院で心理カウンセリングを受け持つ心理学者。レイクサイド地区在住。西洋哲学と論理学にも詳しく、大学教授になれる程の力も持っている。元は薬剤師で、射撃も得意。町の遺跡の研究も行っている。エマのカウンセリングも担当しており、行方不明になった彼女を気にかけ、何かとマシューに助言をしてくれる。仕事の後はバーで飲むのが日課。攻略本には「先住民族の子孫」という記述がある。
ファーザー・バートン
56歳。身長175cm。St.ピーターズ教会の神父で、キャシーの育ての親。先代の神父の息子でもあった。絶対的なキリスト教信者で、性格は厳格。町中から多大な信頼を受けている。若者達の心の乱れを嫌悪し、夜は酒場に入ろうとする若者に説教をしている。
コーエン・ストラスバーグ
55歳。身長173cm。かつてアメリカ国防省に所属していた軍人（大佐）で、退役後はこの町のロッジで1人暮らしをしている。モーガンからバーロウの森の管理人を任されている。勘が鋭い。煙草とアクセサリーには興味がないらしい。なぜか自宅内でも常に帽子を被っている。
ウルフ
56歳。身長182cm。町唯一の夜の社交場・バー「ウルヴズ」のマスターを務める髭の男。商売柄人々の情報に通じている、町の「夜の顔」的存在。常に淡々とした口調でものを言う。未成年者の来店は拒まないが、飲酒は許さない。
ボーンヘッド
年齢不詳。身長185cm。謎の暗躍をする、スキンヘッドの男。メルの弱みを握っているらしい。